# Nakam
Dam Yisrael Noter (hebr. ‏דם ישראל נוטר‎, tłum. Krew Izraela mści się, w skrócie DIM, hebr. ‏דין‎, tłum. Sąd), znana jako Nakam (hebr. ‏נקם‎, tłum. Zemsta) – konspiracyjna organizacja ocalonych z zagłady Żydów, która pod kierownictwem Abu Kownera planowała eliminację 6 milionów Niemców w ramach zemsty za Holocaust.
Członkowie grupy wierzyli, że klęska nazistowskich Niemiec nie oznacza, że Żydzi nie staliby się w przyszłości ofiarą podobnego ludobójstwa, społeczność międzynarodowa nie będzie w stanie odpowiednio ukarać zbrodniarzy i jedynie proporcjonalna zemsta, taka jak zabicie sześciu milionów Niemców, była jedynym sposobem, aby nauczyć wrogów Żydów, że nie mogą działać bezkarnie.
Sam Aba twierdził, że „Akt powinien być szokujący. Niemcy powinni wiedzieć, że po Auschwitz nie będzie powrotu do normalności”.

## Realizacja planów
Przywódcy grupy opracowali dwa plany: Plan A, polegający na zabiciu 6 milionów Niemców poprzez m.in. zatrucie miejskiego systemu wodociągów w Norymberdze (nieudany z powodu konieczności wyrzucenia zapasu trucizny za burtę statku przez Aba podczas jego aresztowania przez brytyjską policję) i awaryjny Plan B, polegający na otruciu 15 tysięcy SSmanów i oficjeli nazistowskich przetrzymywanych przez siły amerykańskie w Langwasser w pobliżu Norymbergi (dawniej Stalag XIII-D).
W tym celu 13 kwietnia 1946 roku, członkom organizacji udało się nasmarować arszenikiem spody 3000 z 14 000 bochenków ciemnego chleba przeznaczonego do spożycia przez więźniów (amerykańscy strażnicy nie byli zagrożeni, gdyż spożywali biały chleb). 23 kwietnia 1946 r. The New York Times poinformował, że 2283 niemieckich jeńców wojennych zatruło się drogą pokarmową, a 207 z nich trafiło do szpitala w stanie ciężkim. Nie odnotowano jednak żadnego zgonu z tego powodu.

## Po zakończeniu działalności
Około 30 byłych agentów Nakam wsiadło na statek płynący do Mandatu Palestyny 23 czerwca 1946 r. i pod koniec lipca przybyło do kibucu En ha-Choresz.
W 1999 roku, byli członkowie organizacji, Harmatz i Distel, wystąpili w filmie dokumentalnym w którym omówili swoją rolę w operacji. Distel utrzymywał, że działania Nakam były moralne i że Żydzi „mieli prawo do zemsty na Niemcach”. Niemieccy prokuratorzy wszczęli wtedy przeciwko nim śledztwo w sprawie usiłowania zabójstwa, ale wstrzymali dochodzenie wstępne w 2000 roku z powodu zaistnienia „niezwykłych okoliczności”.